# Демчук Іван Несторович
Іва́н Не́сторович Демчу́к (нар. 20 вересня 1903 — пом. 31 травня 1980) — радянський воєначальник, генерал-майор танкових військ (11.03.44).

## Життєпис
Народився 20 вересня 1903 року в селі Дермань, нині Здолбунівського району Рівненської області. Українець.
У лавах РСЧА з 1923 року. Закінчив 14-у Полтавську піхотну школу в 1925 році. З серпня 1925 року — командир взводу, з жовтня 1927 року — командир взводу полкової школи, з червня 1930 року — в.о. ад'ютанта батальйону, з вересня того ж року — командир роти, з липня 1932 року — т.в.о. помічника начальника штабу 130-го стрілецького полку. Член ВКП(б) з 1927 року. З червня 1933 року — командир батальйону 232-го стрілецького полку.
У грудні 1933 року зарахований слухачем до Військової академії механізації і моторизації РСЧА. З 23 листопада 1938 року — начальник навчальної частини Курсів удосконалення командного складу при ВАММ. З лютого 1939 року — асистент кафедри тактики, з 14 червня 1940 року — молодший викладач кафедри тактики цієї ж академії.
Учасник німецько-радянської війни з червня 1941 року. 24 червня 1941 року призначений на посаду начальника 1-го (оперативного) відділу управління автобронетанкових військ Північно-Західного фронту. З 13 червня 1942 року — начальник штабу УАБТВ ПнЗФ (з січня 1943 року — управління БТіМВ ПнЗФ). З 6 червня 1943 року — начальник штабу 1-го механізованого корпусу. 11 березня 1944 року присвоєне військове звання «генерал-майор танкових військ». З жовтня 1944 по лютий 1945 року перебував на лікуванні через хворобу.
З лютого 1945 року — начальник Солікамського танкового училища. З березня 1947 року — слухач Вищих академічних курсів при Військовій академії імені К. Є. Ворошилова. У 1948—1950 роках — начальник Ульяновського танкового училища. З жовтня 1958 року — начальник кафедри, з липня 1961 року — начальник факультету Військової академії бронетанкових військ.
21 вересня 1966 року генерал-майор танкових військ І. Н. Демчук вийшов у запас, 31 грудня 1968 року — у відставку.

## Нагороди
Нагороджений орденом Леніна, чотирма орденами Червоного Прапора (21.03.1943, 03.01.1944, …), орденом Вітчизняної війни 1-го ступеня (08.09.1944) і медалями.